# Jean-Luke Figueroa
Jean-Luke Figueroa (Riverside, 1º dicembre 1990) è un attore statunitense.
Ha iniziato a studiare recitazione dall'età di 4 anni.
Ha fatto il suo esordio sul grande schermo a 7 anni con il film Gloria in cui è co-protagonista accanto a Sharon Stone.
Attualmente non è più in attività e vive in Illinois.

## Filmografia parziale
- Gloria, regia di Sidney Lumet (1999)